# Château de Sauvagnac
Pour les articles homonymes, voir Sauvagnac (homonymie).
Le château de Sauvagnac est une maison forte située sur la commune de Romagne, dans le département de la Gironde, en France.

## Localisation
Le château est situé au nord du bourg, dans un écart nommé Sauvagnac, mitoyen de celui des Cailloux du Bas, accessible depuis le bourg par une route communale qui mène vers le nord et croise la route départementale D140 (Faleyras à l'ouest et Bellefond à l'est).

## Historique
Le château, édifié au XVIe siècle sur un éperon barré, a été inscrit au titre des monuments historiques par arrêté du 13 octobre 1992 pour son corps de logis et sa tour, son enceinte triangulaire avec sa porte, son fossé et son mur de clôture.